# NGC 6947
NGC 6947 est une vaste galaxie spirale barrée située dans la constellation du Microscope. Sa vitesse par rapport au fond diffus cosmologique est de 5 370 ± 18 km/s, ce qui correspond à une distance de Hubble de 79,2 ± 5,6 Mpc (∼258 millions d'al). NGC 6947 a été découverte par l'astronome britannique John Herschel en 1834.
En raison d'une brillance de surface égale à 14,01 mag/am2, on peut qualifier NGC 6947 de galaxie à faible brillance de surface (LSB en anglais pour low surface brightness). Les galaxies LSB sont des galaxies diffuses (D) avec une brillance de surface inférieure de moins d'une magnitude à celle du ciel nocturne ambiant.
La classe de luminosité de NGC 6947 est II et elle présente une large raie HI. Selon la base de données Simbad, NGC 6947 est une galaxie active de type Seyfert 2.
À ce jour, neuf mesures non basées sur le décalage vers le rouge (redshift) donnent une distance de 71,156 ± 6,242 Mpc (∼232 millions d'al), ce qui est à l'intérieur des valeurs de la distance de Hubble. Notons cependant que c'est avec la valeur moyenne des mesures indépendantes, lorsqu'elles existent, que la base de données NASA/IPAC calcule le diamètre d'une galaxie et qu'en conséquence le diamètre de NGC 6947 pourrait être d'environ 57,7 kpc (∼188 000 al) si on utilisait la distance de Hubble pour le calculer.